# Ravanusa
Ravanusa é uma comuna italiana da região da Sicília, província de Agrigento, com cerca de 13.618 habitantes. Estende-se por uma área de 49 km², tendo uma densidade populacional de 278 hab/km². Faz fronteira com Butera (CL), Campobello di Licata, Licata, Mazzarino (CL), Naro, Riesi (CL), Sommatino (CL).

## Demografia
| Variação demográfica do município entre 1861 e 2011                               |
|                                                                                   |
| Fonte: Istituto Nazionale di Statistica (ISTAT) - Elaboração gráfica da Wikipedia |